# Gran Premi del Canadà del 1970

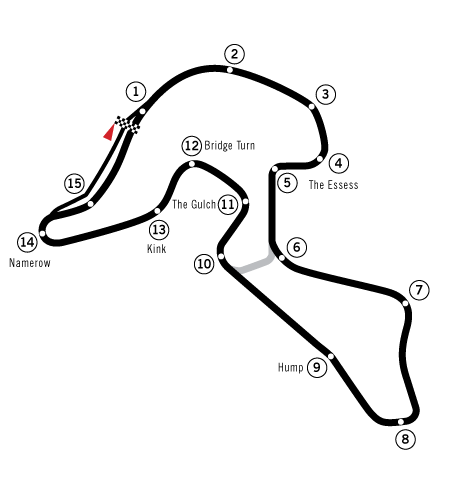
Circuit urbà de Mont-Tremblant

Resultats del Gran Premi del Canadà de Fórmula 1 de la temporada 1970, disputat al circuit urbà de Mont-Tremblant el 20 de setembre del 1970.

## Resultats de la cursa
| Pos | No | Pilot                | Equip                | Voltes | Temps/ Retir.    | Pos. de sort. | Punts |
| --- | -- | -------------------- | -------------------- | ------ | ---------------- | ------------- | ----- |
| 1   | 18 | Jacky Ickx           | Ferrari              | 90     | 1h 21' 18. 4     | 2             | 9     |
| 2   | 19 | Clay Regazzoni       | Ferrari              | 90     | + 14.8 s         | 6             | 6     |
| 3   | 20 | Chris Amon           | March - Ford         | 90     | + 57.9 s         | 6             | 4     |
| 4   | 14 | Pedro Rodríguez      | BRM                  | 89     | + 1 Volta        | 7             | 3     |
| 5   | 4  | John Surtees         | Surtees - Ford       | 89     | + 1 Volta        | 5             | 2     |
| 6   | 6  | Peter Gethin         | McLaren - Ford       | 88     | + 2 Voltes       | 11            | 1     |
| 7   | 24 | Henri Pescarolo      | Matra                | 87     | + 3 Voltes       | 8             |       |
| 8   | 23 | Jean-Pierre Beltoise | Matra                | 85     | Embragatge       | 13            |       |
| 9   | 2  | François Cevert      | March - Ford         | 85     | + 5 Voltes       | 4             |       |
| 10  | 16 | George Eaton         | BRM                  | 85     | + 5 Voltes       | 9             |       |
| NC  | 10 | Tim Schenken         | De Tomaso - Ford     | 79     | No Classificat   | 17            |       |
| NC  | 9  | Graham Hill          | Lotus - Ford         | 77     | No Classificat   | 20            |       |
| Ret | 8  | Andrea de Adamich    | McLaren - Alfa Romeo | 69     | Pressió de l'oli | 12            |       |
| NC  | 26 | Ronnie Peterson      | March - Ford         | 65     | No Classificat   | 16            |       |
| Ret | 5  | Denny Hulme          | McLaren - Ford       | 58     | Motor            | 15            |       |
| Ret | 11 | Jack Brabham         | Brabham - Ford       | 57     | Pèrdua d'oli     | 19            |       |
| NC  | 15 | Jackie Oliver        | BRM                  | 52     | No Classificat   | 10            |       |
| Ret | 3  | Jackie Stewart       | Tyrrell - Ford       | 31     | Eix              | 1             |       |
| Ret | 12 | Rolf Stommelen       | Brabham - Ford       | 22     | Direcció         | 18            |       |
| Ret | 21 | Jo Siffert           | March - Ford         | 21     | Motor            | 14            |       |

## Altres
- Pole: Jackie Stewart 1' 31. 5
- Volta ràpida: Clay Regazzoni 1' 32. 2 (a la volta 75)